# Longchang
Longchang (隆昌市S, LóngchāngP) è una città-contea della Cina, situata nella provincia di Sichuan e amministrata dalla prefettura di Neijiang.